# مایکل لموین کندی
مایکل لموین کندی (انگلیسی: Michael LeMoyne Kennedy; ۲۷ فوریهٔ ۱۹۵۸ – ۳۱ دسامبر ۱۹۹۷) وکیل، و اهالی کسب‌وکار اهل ایالات متحده آمریکا بود.
او ششمین فرزند از یازده فرزند رابرت اف. کندی و اتل کندی بود. کندی چند وقت به عنوان مدیر سازمان غیرانتفاعی انرژی شهروندان خدمت کرده است. او در سال ۱۹۹۷ در آسپن، کلرادو، بر اثر حادثه اسکی سواری و برخورد با درخت درگذشت.